# Parafia św. Jadwigi w Brennie
Parafia Świętej Jadwigi w Brennie – rzymskokatolicka parafia w Brennie należąca do dekanatu przemęckiego archidiecezji poznańskiej. Została utworzona w XIV wieku. Mieści się przy ulicy Jeziornej. 

## Zasięg parafii
- Brenno,
- Miastko,
- Radomyśł,
- Wijewo,
- Zaborówiec.

## Miejsca kultu
- Kościół pw. św. Jadwigi w Brennie,
- kaplica pw. św. Urszuli Ledóchowskiej w domu rekolekcyjnym w Zaborówcu.

## Proboszczowie
- 1945–1948 ks. Stefan Hanas
- 1948–1950 ks. Mieczysław Ratajski
- 1950–1952 ks. Wacław Jeszke
- 1952–1978 ks. Antoni Nowak
- 1978–1981 ks. Bernard Kus
- 1981–1991 ks. Zbigniew Zieliński
- 1991–2015 ks. Kazimierz Pachciarz
- od 2015 ks. Andrzej Sotek